# Concierto de Nácar, para nueve tanguistas y orquesta filarmónica
Concierto de Nácar para 9 tanguistas y orquesta es una obra musical compuesta por Astor Piazzolla alrededor del año 1979. En esta obra, Piazzolla usa al 'Conjunto 9' a la manera de solistas (como en un concierto, o doble concierto pero con 9 músicos).
La obra está compuesta para bandoneón, 2 violines, viola, chelo, guitarra eléctrica y percusión (todos solistas), además es acompañada por una orquesta que contiene violines, violas, cellos, contrabajos, flautas, trompas, fagotes, celesta y trompeta. Es probable que esta sea la orquestación más grande jamás hecha por el compositor argentino.
La obra fue estrenada en el año 1979 en el Teatro Coliseo de Buenos Aires, y finalmente grabada el 11 de junio de 1983 en el Teatro Colón de la misma ciudad.
La obra dura aproximadamente 15 minutos, consta de tres movimientos: n.º 1, Presto, n.º 2, Lento Melancólico y n.º 3, Allegro Marcato. Todos los movimientos están en la tonalidad de Si menor (salvo por modulaciones momentáneas a otras tonalidades vecinas).
Junto con el Concierto para Bandoneón, el Doble Concierto para Bandoneón y Guitarra y la Suite Punta del Este, esta obra completa la música que Piazzolla compuso en formato orquestal, música que grabó en su mayoría él mismo con su bandoneón.